# Pepê (calciatore 1997)
Pepê, pseudonimo di Eduardo Gabriel Aquino Cossa (Foz do Iguaçu, 24 febbraio 1997), è un calciatore brasiliano, attaccante del Porto.

## Biografia
Possiede il passaporto italiano.

## Caratteristiche tecniche
È una seconda punta.

## Carriera

### Club
Dopo aver militato nelle divisioni inferiori del calcio brasiliano, nel 2017 è stato acquistato dal Grêmio.
Ha esordito in Série A il 28 maggio 2017 in occasione del match perso 4-3 contro lo Sport Recife.

### Nazionale
Il 16 novembre 2023 esordisce con il Brasile nella sconfitta per 2-1 in casa della Colombia.

## Statistiche

### Presenze e reti nei club
Statistiche aggiornate al 25 giugno 2025.
| Stagione             | Squadra              | Campionato           | Campionato | Campionato | Coppe nazionali | Coppe nazionali | Coppe nazionali | Coppe continentali | Coppe continentali | Coppe continentali | Altre coppe | Altre coppe | Altre coppe | Totale | Totale | Totale |
| Stagione             | Squadra              | Comp                 | Pres       | Reti       | Comp            | Pres            | Reti            | Comp               | Pres               | Reti               | Comp        | Pres        | Reti        | Pres   | Reti   |        |
| -------------------- | -------------------- | -------------------- | ---------- | ---------- | --------------- | --------------- | --------------- | ------------------ | ------------------ | ------------------ | ----------- | ----------- | ----------- | ------ | ------ | ------ |
| 2015                 | Foz do Iguaçu        | A1/PR+D              | 2+5        | 0+2        |                 | -               | -               |                    | -                  | -                  |             | -           | -           | 7      | 2      |        |
| 2016                 | Foz do Iguaçu        | A1/PR                | 7          | 3          |                 | -               | -               |                    | -                  | -                  |             | -           | -           | 7      | 3      |        |
| Totale Foz do Iguaçu | Totale Foz do Iguaçu | Totale Foz do Iguaçu | 14         | 5          |                 | 0               | 0               |                    | -                  | -                  |             | -           | -           | 14     | 5      |        |
| 2017                 | Grêmio               | PD/RS+A              | 0+3        | 1          | CB              | 0               | 0               |                    | -                  | -                  |             | -           | -           | 3      | 1      |        |
| 2018                 | Grêmio               | PD/RS+A              | 4+20       | 0+2        | CB              | 1               | 0               | CL                 | 3                  | 0                  |             | -           | -           | 28     | 2      |        |
| 2019                 | Grêmio               | PD/RS+A              | 10+32      | 4+8        | CB              | 5               | 0               | CL                 | 4                  | 1                  |             | -           | -           | 51     | 13     |        |
| 2020                 | Grêmio               | PD/RS+A              | 10+26      | 3+8        | CB              | 6               | 0               | CL                 | 8                  | 3                  |             | -           | -           | 50     | 14     |        |
| Totale Grêmio        | Totale Grêmio        | Totale Grêmio        | 105        | 26         |                 | 12              | 0               |                    | 15                 | 4                  |             | -           | -           | 132    | 30     |        |
| 2021-2022            | Porto                | PL                   | 28         | 4          | TP+CdL          | 5+2             | 0+1             | UCL+UEL            | 3+4                | 0+1                |             | -           | -           | 42     | 6      |        |
| 2022-2023            | Porto                | PL                   | 34         | 4          | TP+CdL          | 6+6             | 0+1             | UCL                | 8                  | 0                  | SP          | 1           | 0           | 55     | 5      |        |
| 2023-2024            | Porto                | PL                   | 34         | 4          | TP+CdL          | 6+2             | 2+1             | UCL                | 7                  | 1                  | SP          | 1           | 0           | 50     | 8      |        |
| 2024-2025            | Porto                | PL                   | 31         | 3          | CP+CdL          | 1+1             | 1+0             | UEL                | 10                 | 1                  | Cmc         | 2           | 1           | 45     | 6      |        |
| Totale Porto         | Totale Porto         | Totale Porto         | 127        | 15         |                 | 29              | 6               |                    | 32                 | 3                  |             | 4           | 1           | 192    | 25     |        |
| Totale carriera      | Totale carriera      | Totale carriera      | 246        | 46         |                 | 41              | 6               |                    | 47                 | 7                  |             | 4           | 1           | 338    | 60     |        |

### Cronologia presenze e reti in nazionale
| Cronologia completa delle presenze e delle reti in nazionale ― Brasile | Cronologia completa delle presenze e delle reti in nazionale ― Brasile | Cronologia completa delle presenze e delle reti in nazionale ― Brasile | Cronologia completa delle presenze e delle reti in nazionale ― Brasile | Cronologia completa delle presenze e delle reti in nazionale ― Brasile | Cronologia completa delle presenze e delle reti in nazionale ― Brasile | Cronologia completa delle presenze e delle reti in nazionale ― Brasile | Cronologia completa delle presenze e delle reti in nazionale ― Brasile |
| Data                                                                   | Città                                                                  | In casa                                                                | Risultato                                                              | Ospiti                                                                 | Competizione                                                           | Reti                                                                   | Note                                                                   |
| ---------------------------------------------------------------------- | ---------------------------------------------------------------------- | ---------------------------------------------------------------------- | ---------------------------------------------------------------------- | ---------------------------------------------------------------------- | ---------------------------------------------------------------------- | ---------------------------------------------------------------------- | ---------------------------------------------------------------------- |
| 16-11-2023                                                             | Barranquilla                                                           | Colombia                                                               | 2 – 1                                                                  | Brasile                                                                | Qual. Mondiali 2026                                                    | -                                                                      | 81’ 90’                                                                |
| 8-6-2024                                                               | College Station                                                        | Messico                                                                | 2 – 3                                                                  | Brasile                                                                | Amichevole                                                             | -                                                                      | 61’                                                                    |
| Totale                                                                 |                                                                        | Presenze                                                               | 2                                                                      |                                                                        | Reti                                                                   | 0                                                                      |                                                                        |

## Palmarès

### Club

#### Competizioni nazionali
- Campionato portoghese: 1

Porto: 2021-2022
- Coppa del Portogallo: 3

Porto: 2021-2022, 2022-2023, 2023-2024
- Supercoppa di Portogallo: 2

Porto: 2022, 2024
- Coppa di Lega portoghese: 1

Porto: 2022-2023